# 詹姆斯·弗兰克·布莱特
詹姆斯·弗兰克·布莱特（1832年5月29日—1920年10月22日）是一位英国历史学家和传记作家，曾任牛津大学大学学院院长，主要作品有《玛丽亚·特蕾莎：一部哈布斯堡王朝中兴史》（Maria Theresa: A history of Absburg rejuvenation，1897年）等。